# Dziura w Szczerbie I
Dziura w Szczerbie I (Dziura w Szczerbie) – jaskinia w Dolinie Kondratowej w Tatrach Zachodnich. Wejście do niej położone jest w przełęczy Szczerba w masywie Giewontu, od strony Doliny Małego Szerokiego, na wysokości 1836 m n.p.m. Długość jaskini wynosi 17 metrów, a jej deniwelacja około 6 metrów.

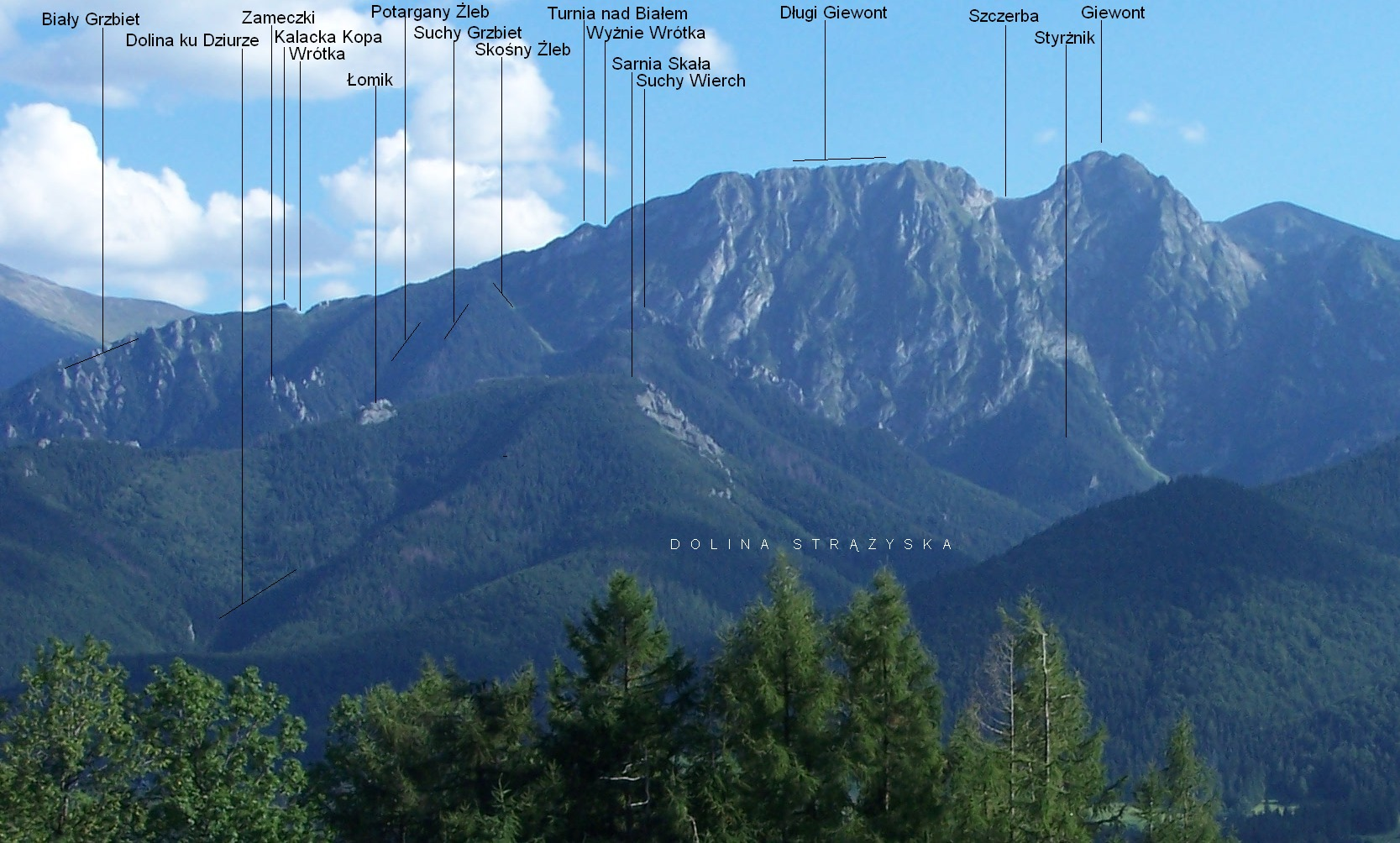
Giewont. Widok z Butorowego Wierchu

## Opis jaskini
Jaskinię stanowi 2,4-metrowa studzienka, z której dna idzie w dół korytarzyk w kształcie szczeliny z trzema odnogami.

## Przyroda
W jaskini brak jest nacieków. Roślinność w niej nie występuje. Wyjątkiem jest studzienka, gdzie rosną mchy.

## Historia odkryć
Jaskinię odkrył Mariusz Zaruski w 1914 roku. W 1923 roku opublikował jej opis.